# Mare
Mare je peti studijski album norveškog black metal-sastava Kampfar. Album je 25. ožujka 2011. godine objavila diskografska kuća Napalm Records.

## Popis pjesama
| 1.    | »Mare«          | 6:24 |
| 2.    | »Ildstemmer«    | 5:05 |
| 3.    | »Huldreland«    | 5:19 |
| 4.    | »Bergtatt«      | 5:28 |
| 5.    | »Trolldomspakt« | 5:41 |
| 6.    | »Volvevers«     | 3:28 |
| 7.    | »Blitzwitch«    | 6:16 |
| 8.    | »Nattgang«      | 5:11 |
| 9.    | »Altergang«     | 2:28 |
| 45:20 |                 |      |

## Zasluge
Kampfar
- Dolk – vokali, gitara, klavijature
- Ask – bubnjevi, prateći vokali, gitara, klavijature
- Jon Bakker – bas-gitara, gitara, klavijature

Ostalo osoblje
- Anja Elmine Basma – fotografija
- Peter Tägtgren – produkcija, inženjer zvuka, miksanje
- Jonas Kjellgren – mastering
- Robert Høyem – naslovnica, ilustracije, dizajn